# Nathalie Kosciusko-Morizet
Nathalie Geneviève Marie Kosciusko-Morizet (París, Francia, 14 de mayo de 1973) es una ingeniera y política francesa. Es conocida en Francia por sus iniciales NKM. 
Es diputada de la Asamblea Nacional desde 2012, en representación del departamento de Essonne, al sur de París. Anteriormente ocupó el mismo cargo entre 2002 y 2007. Fue alcaldesa de Longjumeau (Essonne) desde 2008 hasta 2013.
Se graduó de la École Polytechnique y del Collège des Ingénieurs.

## Familia
Proviene de una familia de trayectoria política con raíces polacas. Es descendiente de Józef Tomasz Kościuszko (1743-1789), hermano del célebre Tadeusz Kościuszko. Su abuelo, Jacques Kosciusko-Morizet (nacido Kosciusko a secas, 1913-1994) fue un académico y miembro de la Resistencia francesa durante la guerra, así como político gaullista y embajador francés en Estados Unidos cuyo suegro, André Morizet fue un senador socialista y alcalde de Boulogne-Billancourt. Su padre, François Kosciusko-Morizet (n. 1940) fue alcalde de Sèvres entre 1995 y 2014. Además, el hermano de Nathalie, Pierre Kosciusko-Morizet (n. 1977), es uno de los fundadores de Priceminister.com, uno de los principales sitios de comercio electrónico de Francia.
Por su madre Bénédicte Treuille, descendiente de una antigua familia burguesa involucrada en la vida económica y política de la región de Châtellerault desde hace varias generaciones, ella sería una lejana descendiente de Lucrecia Borja.

## Carrera política
Funciones gubernamentales
- Secretaria de Estado de Ecología (2007-2009)
- Secretaria de Estado de Prospectiva y Desarrollo de la Economía Digital (2009-2010)
- Ministra de Ecología, Desarrollo Sostenible, Transporte y Vivienda (2010-2012)

Mandatos electorales
- Miembro de la Asamblea Nacional por Essonne (2002-2007)
- Concejal regional de Île-de-France (2004-2010)
- Alcaldesa de Longjumeau (2008-2013)
- Miembro de la Asamblea Nacional por Essonne (2012-presente)